# Rublacedo de Abajo
Rublacedo de Abajo ist ein Dorf und eine Gemeinde mit nur noch 33 Einwohnern (Stand: 2024) in der Comarca La Bureba im Osten der Provinz Burgos innerhalb der autonomen Gemeinschaft von Kastilien-León in Spanien. Zur Gemeinde gehört neben dem Hauptort Rublacedo de Abajo noch die Ortschaft Rublacedo de Arriba.

## Lage und Klima
Der Ort Rublacedo de Abajo liegt in einer Höhe von ca. 800 m etwa 30 Kilometer nordwestlich der Provinzhauptstadt Burgos am Río Zorita. Das Klima ist gemäßigt bis warm; der für spanische Verhältnisse reichliche Regen (ca. 678 mm/Jahr) fällt – mit Ausnahme der eher trockenen Sommermonate – übers Jahr verteilt.

## Bevölkerungsentwicklung
| Jahr      | 1970 | 1981 | 1991 | 2001 | 2011 | 2021 |
| Einwohner | 73   | 54   | 41   | 36   | 37   | 29   |

Die seit den 1950er Jahren deutlich gesunkenen Einwohnerzahlen sind als Folge der Mechanisierung der Landwirtschaft und der Aufgabe bäuerlicher Kleinbetriebe zu sehen.

## Wirtschaft
Das Gebiet der Comarca La Bureba ist schon seit alters her ein Weizenanbaugebiet, aber auch Sonnenblumen und Leguminosen werden ausgesät. 

## Sehenswürdigkeiten
- Andreaskirche (Iglesia de San Andrés Apóstol) in Rublacedo de Abajo
- Kirche Unbefleckte Empfängnis (Iglesia de Purísima Concepción) in Rublacedo de Arriba